# Стандарди медицинске неге код дијабетеса
Стандарди медицинске неге код шећерне болести (дијабетеса) су препоруке Америчког удружење за дијабетес (АДА) које имају за циљ да пружи клиничарима, истраживачима, креаторима политике и другим заинтересованим појединцима компоненте лечења шећерне болести, опште циљеве лечења, и алате за процену квалитета неге.
Препоруке наведене у Стандардима медицинске неге код шећерне болести немају намеру да искључују клиничку процену, већ се морају применити у контексту одличне клиничке неге, уз прилагођавања индивидуалним преференцијама, коморбидитетима и другим факторима ризика за пацијента.

## Историја
Стандарди медицинске неге код дијабетеса  су првобитно одобрени 1988. године Најновија ревизија је из децембра 2022. године.

## Значај
Шећерна болест или дијабетес је сложена, хронична болест која захтева континуирану медицинску негу са вишефакторским стратегијама за смањење ризика и контролу гликемије. Текућа едукација и подршка за самоуправљање шећерном болести  су од кључне важности за спречавање акутних компликација и смањење ризика од дугорочних компликација. 
Како постоје значајни докази који подржавају низ интервенција за побољшање исхода шећерне болесте , Стандарди медицинске неге код дијабетеса које се сваке године као препоруке прописују од стране Америчког удружење за дијабетес, имају за циљ да укажу на значај скрининга, дијагностичке и терапеутске акције за које се зна или се верује да повољно утичу на здравствене исходе пацијената са шећерном болести. Многе од ових интервенција су се такође показале исплативим,  што је посебно назначено, у препорукама које обухватају бригу о младима (деци од рођења до 11 година и адолесцентима од 12 до 18 година) и старијим одраслим особа (старијим од 65 година).
Америчког удружење за дијабетес  непрестано настоји да побољша и ажурира Стандарде неге како би осигурала да клиничари, здравствени планови и креатори политике могу и даље да се ослањају на њих као на најмеродавнији извор тренутних смерница за негу шећерне болести.

## Оцењивање научних доказа
Од када је АДА први пут почео да објављује смернице за клиничку праксу, дошло је до значајне еволуције у процени научних доказа и у развоју смерница заснованих на доказима. Током 2002. године, АДА је развила систем класификације за оцењивање квалитета научних доказа који подржавају препоруке АДА.   
Стандарди неге из 2014. по први пут су садржали већину набрајаних препорука подржаних доказима нивоа А или Б ( 5 ) . Све препоруке су кључне за свеобухватну негу, а АДА препорукама се додељују оцене А , Б или Ц , у зависности од квалитета доказа који подржавају препоруку. 
Стручно мишљење Е је посебна категорија за препоруке у којима нема доказа из клиничких испитивања, клиничка испитивања могу бити непрактична или постоје контрадикторни докази. Препоруке у Е ниво доказа су информативно мишљење од стране кључних лидера у области дијабетеса (чланови ППЦ) и покривају важне елементе клиничке неге.
Све препоруке добијају оцену за снагу доказа, а не за снагу препоруке. Препоруке са доказима нивоа А засноване су на великим добро осмишљеним клиничким испитивањима или добро урађеним мета-анализама. Генерално, ове препоруке имају најбоље шансе да побољшају исходе када се примењују на популацију за коју су прикладне. Препоруке са нижим нивоима доказа могу бити подједнако важне, али нису тако добро подржане.

### Стандарди медицинске неге код дијабетеса (АДА систем оцењивања доказа)[5]
| Ниво доказа | Опис |
| ----------- | --- |
| А           | Јасни докази из добро спроведених, генерализујућих рандомизованих контролисаних испитивања која су адекватно опремљена, укључујући:                        |
| А           | • Докази из добро спроведеног мултицентричног суђења |
| А           | • Докази из мета-анализе која је укључила оцене квалитета у анализу                                                                                        |
| А           | Убедљиви неекспериментални докази, односно правило „све или ништа“ које је развио Центар за медицину засновану на доказима на Универзитету у Оксфорду      |
| А           | Поткрепљујући докази из добро спроведених рандомизованих контролисаних испитивања која су адекватно опремљена, укључујући:                                 |
| А           | • Докази са добро спроведеног суђења у једној или више институција                                                                                         |
| А           | • Докази из мета-анализе која је укључила оцене квалитета у анализу                                                                                        |
| Б           | Поткрепљујући докази из добро спроведених кохортних студија                                                                                                |
| Б           | • Докази из добро спроведене проспективне кохортне студије или регистра                                                                                    |
| Б           | • Докази из добро спроведене мета-анализе кохортних студија                                                                                                |
| Б           | Поткрепљујући докази из добро спроведене студије случај-контрола                                                                                           |
| Ц           | Потпорни докази из слабо контролисаних или неконтролисаних студија                                                                                         |
| Ц           | • Докази из рандомизираних клиничких испитивања са једном или више већих или три или више мањих методолошких недостатака који би могли поништити резултате |
| Ц           | • Докази из опсервационих студија са великим потенцијалом за пристрасност (као што су серије случајева са поређењем са историјским контролама)             |
| Ц           | • Докази из серије случајева или извештаја о случајевима                                                                                                   |
| Ц           | Доказ у супротности са тежином доказа који подржавају препоруку                                                                                            |
| Е           | Консензус стручњака или клиничко искуство |

## Препоруке
Према АДА стандардима медицинске неге код дијабетеса клиничка испитивања углавном користе метрику глукозе просечан ниво глукозе у крви током 3 месеца (мерење гликозилираног хемоглобина A1c) да би демонстрирали предности побољшане контроле гликемије.

### Процена гликемије
Америчко удружење за дијабетес (АДА) сматра да се гликемија може проценити на један од следечих начина:
- мерењем гликозилираног хемоглобина A1c (или просечног ниво глукозе у крви током 3 месеца), свака три месеца, као једног од деривата крви који настаје слепљивањем беланчевина хемоглобина и глукозе у процесу гликације.

- континуираним мерењем глукозе  које се изводи  уз помоћ поткожног сензора (мала платинаста електрода која мери напон струје настао оксидацијом глукозе) који региструје информације и потом их претвара у електронски сигнал којег региструје мерни инструмент. Сензор се користи једнократно за појединачног болесника, који га носи 6 дана да би се са њега преко посебног компјутерског програма меморисали подаци који омогућавају анализу глукозе.

- мерењем глукозе у крви, односно концентрације глукозе у плазми, уз помоћ глукометра и других лабораторијских тестова.

#### Гликемијски циљеви
Препоручени гликемијски циљеви на основу индивидуализованих критеријума су:
- Да се постигне вреднсост гликозилираног хемоглобина A1c   <7% (53 ммол/мол), што је за многе одрасле особе које нису трудне без значајне хипогликемије одговарајућа вредност. Постизање нижих нивоа А1с од циља од 7% може бити прикладно, па чак и корисно ако се може постићи безбедно без значајне хипогликемије или других штетних ефеката лечења. Мање строги циљеви вредности А1с (као што је <8% (64 ммол/мол) могу бити прикладни за пацијенте са ограниченим животним веком или када је штета од лечења већа од користи.

- Ако се користи амбулантни профил глукозе континуираним праћењем глукозе за процену гликемије, паралелни циљ за многе одрасле особе које нису трудне је користећи време у опсегу од >70% са временом испод опсега <4% и вредностима <54 мг/дЛ <1%.

Препоруке  Америчког удружење за дијабетес у вези са циљевима концентрације глукозе у крви треба да буду индивидуализоване и засноване на:
- трајању шећерне болести,
- старости/очекиваном животном веку пацијента,
- коморбидним стањима папцијента,
- познатој кардиоваскуларној болести или узнапредовалим микроваскуларним компликацијама,
- несвесности пацијента о хипогликемији,
- индивидуалним разматрањима пацијента.

### Крвни притисак, холестерол ниске густине
Стандарди сада саветују циљни крвни притисак за особе са дијабетесом мањи  од 130/80 ммХг и циљне вредности холестерола липопротеина ниске густине (ЛДЛ) испод 70 мг/дЛ или не веће од 55 мг/дЛ, у зависности од кардиоваскуларног стања појединца. ризик.
Нова дефиниција хипертензије код особа са дијабетесом је систолни крвни притисак ≥ 130 ммХг или дијастолни крвни притисак ≥ 80 ммХг, који се понавља на два мерења у различито време. Међу појединцима са утврђеним кардиоваскуларним обољењем, хипертензија се може дијагностиковати једним мерењем од ≥180/110 ммХг.
Циљ лечења је сада да крвни притисак буде мањи од 130/80 ммХг ако се то може безбедно постићи. И док је у Стандардима из 2012. године, цињна вредност за смањење систолног притиска била 140 ммХг, током протекле деценије, бројна истраживања су показала сасвим јасно да има користи за нижу цилјну вредност и зато је предложено да циљна вредност крвног притиска буде мања (130/80 ммХг). 

### Телесна тежина
АДА стандарди се све више фокусирају на кардиоренални ризик, као и на управљање телесном тежином. 